# ロンカー
ロンカー（伊: Roncà）は、イタリア共和国ヴェネト州ヴェローナ県にある、人口約3,800人の基礎自治体（コムーネ）。

## 地理

### 位置・広がり

#### 隣接コムーネ
隣接するコムーネは以下の通り。括弧内のVIはヴィチェンツァ県所属を示す。
- アルツィニャーノ (VI)
- キャンポ (VI)
- ガンベッラーラ (VI)
- モンテベッロ・ヴィチェンティーノ (VI)
- モンテッキーア・ディ・クロザーラ
- モントルソ・ヴィチェンティーノ (VI)
- サン・ジョヴァンニ・イラリオーネ

### 気候分類・地震分類
気候分類では、zona E, 2424 GGに分類される。
また、イタリアの地震リスク階級 (it) では、zona 2 (sismicità media) に分類される。

## 行政

### 分離集落
ロンカーには、以下の分離集落（フラツィオーネ）がある。
- Brenton, Santa Margherita, Terrossa

## 姉妹都市
- Wackernheim、ドイツ 2000年